# 加里亚达尔
加里亚达尔（Gariadhar），是印度古吉拉特邦Bhavnagar县的一个城镇。总人口30520（2001年）。

## 人口
该地2001年总人口30520人，其中男性15906人，女性14614人；0—6岁人口4650人，其中男2499人，女2151人；识字率64.94%，其中男性为72.85%，女性为56.33%。